# Caso Bravo
Ernesto Mario Bravo (Buenos Aires, Argentina, 1929), fue el estudiante argentino protagonista en el año 1951 del llamado Caso Bravo, uno de los episodios de tortura policial sucedidos en la Argentina durante la primera presidencia del general Juan Domingo Perón. Una serie de circunstancias permitió en su momento que se identificara a los responsables pero los mismos no fueron detenidos. Posteriormente se radicó en Cuba donde ejerce su profesión de químico y ha realizado publicaciones científicas.

## Secuestro, movilizaciones y aparición
El 17 de mayo de 1951 Bravo, que era un militante comunista, estudiante universitario de química y en ese momento uno de los organizadores del Festival Mundial de la Juventud y los Estudiantes que se celebraría en Berlín del Este, fue secuestrado en su casa de la calle Paysandú 1822, en el barrio de La Paternal por la policía. Las gestiones de su familia y sus compañeros del Partido Comunista para conocer su paradero, que incluyeron la presentación de un habeas corpus no dieron resultado porque la policía y demás organismos de seguridad negaron que estuviera en su poder. También hicieron una denuncia penal por violación de domicilio y detención ilegal en la que tomó intervención el juez de instrucción Dr. Conrado Sadi Massué. La madre, Margarita Matarazzo de Bravo, participó activamente en las gestiones y la Liga Argentina por los Derechos del Hombre presidida en ese momento por Emilio Troise se hizo cargo de los aspectos jurídicos mediante los abogados Samuel Schmerkin, Eduardo Warschaver, Marcos Armando Hardy y Atilio Librandi con la asesoría de Isaac Kornblit y Enrique Corona Martínez, actuando este último por la Asociación de Abogados de Buenos Aires.
Hubo una intensa movilización estudiantil y de los partidos opositores exigiendo la reaparición de Bravo y la Federación Universitaria de Buenos Aires, presidida por entonces por David Viñas decretó un paro de dos días en el mismo sentido. A todo esto el 12 de junio de 1951 el rector de la Universidad de Buenos Aires, que era un funcionario nombrado por el Poder Ejecutivo, negaba la versión estudiantil de los hechos y la Subsecretaría de Informaciones de la Presidencia emitió un comunicado afirmando que a Bravo lo mantenían oculto los mismos comunistas. La noche que finalizaba el segundo día de paro, esto es el 13 de junio, la policía emitió un comunicado afirmando que desde un patrullero personal policial había visto tres personas sospechosas y al acercarse a las mismas fueron atacados a tiros y lograron detener a una de ellas, a quien identificaron como Ernesto Mario Bravo, por lo que se le detuvo acusado de portación de armas.
La prensa oficialista desplegó titulares con la versión policial. Así por ejemplo el diario Noticias Gráficas colocó en primera plana y en grandes letras estos títulos:

"Bravo, que no estuvo Muerto ni Detenido, se Tirotea con la Policía. Quedó Destruida la Torpe Maniobra de Explotar un Suceso que Nunca Existió. Que Diga Ahora la Oposición Todo lo que Expresó Saber. Todo el Pueblo Argentino Está en Pie contra sus Traidores"

Por su parte la Confederación General del Trabajo denunció "las absurdas mentiras" de los comunistas y en varias fábricas hubo paros dispuestos por los sindicatos oficialistas para repudiar la "conjura" que había detrás de lo que ya se conocía como el caso Bravo. Tanto la prensa oficialista peronista como el partido del gobierno y su bancada parlamentaria cerraron filas apoyando la versión policial y en la Cámara de Diputados los legisladores peronistas se burlaban de los diputados opositores que habían estado reclamando por el estudiante.

## La investigación judicial
Al tomar conocimiento de la aparición de Bravo el Dr. Sadi Massué concurrió a la comisaría donde Bravo estaba detenido y le tomó declaración primero allí y luego en el Juzgado. El estudiante declaró que había sido secuestrado de su domicilio y torturado reiteradamente con picana eléctrica, golpes de cachiporra y duchas de agua helada, permaneciendo inconsciente mucho tiempo. Recordaba que el 27 de mayo lo habían llevado a una casa de los suburbios donde lo atendieron y el 13 de junio lo hicieron bañar y con ropa limpia lo llevaron a la comisaría donde se encontraba. Tanto los médicos forenses que lo revisaron como el diputado radical Emir Mercader que también pudo verlo encontraron señales de lesiones recientes. El juez dispuso un careo entre Bravo y los policías de la Sección Especial a los que acusaba por sus torturas pero los mismos negaron los hechos y al hacer un allanamiento en ese dependencia tampoco se hallaron elementos de prueba.

## El Dr. Caride
A esta altura de los hechos, cuando parecía que el episodio quedaría cerrado sin esclarecer ya que al juez no le quedaba ninguna medida de prueba que pudiera adoptar, se produjo una novedad que dio un vuelco total a la situación. El diputado radical Miguel Ángel Zavala Ortiz entregó al juez una extensa declaración realizada por el médico Dr. Alberto Julián Caride ante un escribano en el que narraba la participación que había tenido en los hechos. Decía en síntesis que había sido requerido por José Faustino Amoresano, a quien conocía ocasionalmente, para atender a un detenido en la Sección Especial porque, según le dijeron, "se les había ido la mano". Se trataba de un joven en estado de coma con conmoción cerebral y múltiples contusiones, por lo que le dio algunas prescripciones. Al día siguiente volvió, sus indicaciones no se habían cumplido y el detenido no había mejorado, por lo que se negó a continuar atendiéndolo en esas condiciones. Los policías le dijeron entonces que lo llevarían a un lugar más tranquilo y agregaron que si no mejoraba no faltaría un accidente de tránsito que solucionara el asunto. El Dr. Caride continuó entonces la atención en una quinta ubicada en la localidad suburbana de Paso del Rey hasta que mejoró. El declarante daba detalles de los lugares donde había estado así como los nombres de quienes habían tratado con él.
Mientras la declaración era entregada al juez, el Dr. Caride dejó todo lo que tenía y se exilió en el Uruguay, donde permaneció hasta el derrocamiento de Perón.

## Diligencias del juez
Inmediatamente el juez dispuso la libertad de Bravo y lo acompañó hasta la comisaría donde debía hacerse efectiva, allanó la Sección Especial en la cual constató que eran correctas las descripciones que habían hecho el estudiante y el médico y también la quinta, donde halló señales que Bravo había dejado ex profeso. Con estos elementos de prueba decretó la detención de los acusados Cipriano Lombilla y José Faustino Amoresano pero el 1 de agosto del mismo año la Cámara de Apelaciones revocó la medida arguyendo que no había evidencias de torturas y que Caride no las había presenciado. Años después, ya bajo la presidencia de Arturo Umberto Illia, los abogados encabezados por Samuel Schmerkin lograron que Lombilla y los demás implicados fueran condenados a dos años de prisión.

## Trascendencia del caso
Según Félix Luna, la importancia del caso Bravo consiste en que quedó de manifiesto el alcance de la protección que los funcionarios del gobierno otorgaban a los policías torturadores, haciéndolos así indudables responsables de tales hechos.
Según el mismo historiador, desde todos los sectores oficialistas -rectorado de la Universidad, Subsecretaría de Informaciones, Confederación General del Trabajo, Consejo Superior del Partido Peronista, senadores y diputados oficialistas- se defendió a rajatabla la teoría del complot opositor para fraguar el hecho y cuando un médico dispuesto a abandonarlo todo le contó la verdad a un magistrado honesto, presionaron a los camaristas lo necesario para que dejaran de lado las pruebas y permitieran que los policías acusados siguieran torturando, como lo hicieron, hasta la caída de Perón.

## Actividad profesional
Bravo continuó su actividad política en Argentina e intervino en la campaña previa a la elección general del 11 de noviembre de 1951. Se casó con una estudiante estadounidense que conoció en Europa en el Festival de la Juventud en Europa y a la boda realizada en Buenos Aires asistió el juez Sadi Massué.
Se recibió de químico industrial y se doctoró, se radicó en Cuba a comienzos de la década de 1960 Y fue nombrado profesor de Bioquímica en el Instituto de Ciencias Básicas y Preclínicas "Victoria de Girón", luego Escuela de Medicina de la Universidad de La Habana, más adelante Instituto de Ciencias Médicas de La Habana y desde 2009,  Universidad de Ciencias Médicas de La Habana.

En forma paralela se vinculó al cine documental y en 2001 fue el productor ejecutivo y redactó el libreto de Fidel, un documental que dirigió su esposa Estela Bravo y que recibió el Premio de Honor en el Festival de Cine Internacional de Estambul de 2003 y en el Festival de Cine Underworld de Nueva York de 2003. También fue el guionista de Operación Peter Pan -cerrando el círculo en Cuba y codirigió Mandela y Fidel (2013)
Por su labor en el cine, la Unión de Periodistas de Cuba (UPEC) le galardonó al igual que a su esposa en enero de 2014 con la Moneda Conmemorativa de su 50 Aniversario, por la contribución de ambos a la obra de la Revolución.
Bravo ha escrito varios libros, entre los que se encuentran: La Universidad Soviética, La Medicina Moderna en Cuba y La Biomedicina en Cuba: Desarrollo en el Subdesarrollo editado por la Benemérita Universidad Autónoma de Puebla.

## Película
La película Después del silencio dirigida en 1956 por Lucas Demare sobre libreto de Sixto Pondal Ríos e interpretada por Arturo García Buhr y María Rosa Gallo está inspirada libremente en el "caso Bravo".